# Ctenotus impar
Ctenotus impar är en ödleart som beskrevs av  Storr 1969. Ctenotus impar ingår i släktet Ctenotus och familjen skinkar. Inga underarter finns listade i Catalogue of Life.